# Evropska zadruga
Evropska zadruga (SCE - Societas Cooperativa Europaea) je tip zadruge ustanovljene po zakonu o zadrugah. Evropska zadruga se lahko ustanovi in deluje kjerkoli na področju ES. Ta oblika zadruge je bila uvedena zaradi tega, da zadrugam ne bi bilo treba ustanavljati podružnic v vsaki od članic EGS in dovoljuje preselitev sedeža iz ene članice v drugo brez potrebe po spremebi pravne oblike ali ponovne registracije oz. likvidacije in spremebe zastopnika. Neglede kje je ustanovljena Evropska zadruga, veljajo zanjo pravila EGS, ki jih podpirajo z EU zakonodajo usklajena zakonska določila posameznih članic.